# 5516 Джевільямсон
5516 Джевільямсон (5516 Jawilliamson) — астероїд головного поясу, відкритий 2 травня 1989 року. Названий на честь видатного письменника-фантаста Джека Вільямсона.
Тіссеранів параметр щодо Юпітера — 3,367.